# La Dame pipi
Pour plus de détails, voir Fiche technique et Distribution.
La Dame pipi est un court métrage français de 9 minutes réalisé en 2000 par Jacques Richard d'après la nouvelle Journal intime de Roland Topor.

## Fiche technique
- Réalisation : Jacques Richard
- Scénario : Jacques Richard, d'après la nouvelle Journal intime de Roland Topor
- Musique : Reinhardt Wagner
- Photographie : Dominique Le Rigoleur
- Montage : Johan Lecomte et Jacques Richard
- Son : Francis Bonfanti
- Pays d'origine :  France
- Langue originale : français
- Durée : 9 minutes

## Distribution
- Jackie Berroyer
- Géraldine Danon
- Catherine Ringer
- Brigitte Lahaie